# دره بولان

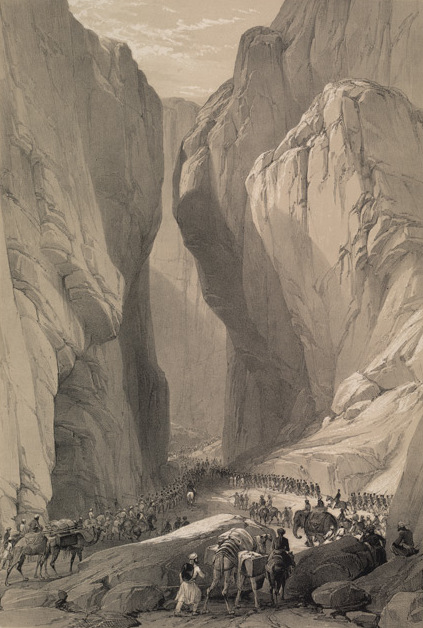
تصویری تاریخی از دره بولان، بلوچستان، پاکستان

دره بولان، یک گردنه کوهستانی در کوه‌های توبا کاکار در ایالت بلوچستان در غرب پاکستان، در ۱۲۰ کیلومتری (۷۵ مایلی) از مرز افغانستان است. این دره یک امتداد ۸۹ کیلومتری از دره رود بولان است که از دهادر در جنوب تا دروازه در نزدیکی کولپور در شمال کشیده شده‌است و از تعدادی دره‌های باریک تشکیل شده‌است. جاده‌هایی در این دره شهرهای سبی و کویته را به راه‌آهن وصل می‌کند.
بازرگانان، مهاجمین و قبایل عشایری از لحاظ استراتژیکی نیز از آن به عنوان دریچه‌ای به سمت جنوب آسیا استفاده کرده‌اند. دره بولان یک گذرگاه مهم در مرز بلوچستان است و جیکوب آباد و سیبی را با کویته متصل می‌کند ، که همواره در تاریخ کارزارهای بریتانیا در افغانستان جایگاه مهمی را به خود اختصاص داده است.

## وضعیت جغرافیایی
دره بولان در دامنه توبا کاکار، واقع در جنوب رشته کوه‌های هندوکش واقع شده‌است. این دره گذرگاهی است که از دامنه مرتفع و پر از رودخانه‌ها و ژرف درهها عبور می‌کند. رشته کوه‌های دره بولان مرز جغرافیایی جنوبی بین صفحه هند و فلات ایران است. نقطه جنوبی دره، نزدیک دهادر، نقطه غربی منطقه سند است؛ و به عنوان یک نقطه استراتژیک مهم بین پاکستان، افغانستان، ایران و دریای عرب شمرده می‌شود.

## تاریخچه
دره بولان همتای جنوبی تنگه خیبر است که هر دو در طول تاریخ برای تهاجم به شبه قاره هند مورد استفاده قرار گرفته‌اند. در سال ۱۷۴۸، پادشاه افغانستان احمد شاه درانی از طریق دره بولان و مسیر سنتی تنگه خیبر به هند حمله کرده و آنرا تصرف کرد. قندهار که پایتخت درانی بود در نزدیکی دره واقع شده بود که به سرزمین‌های هند دسترسی سریع داشت.
در سال ۱۸۳۷، تهدید حمله احتمالی روسیه به آسیای جنوبی از طریق تنگه خیبر و بولان وجود داشت. انگلستان فرستاده‌ای به کابل  فرستاد تا پشتیبانی امیر دوست محمد خان  را بدست اورد. در فوریه سال ۱۸۳۹ در جریان جنگ اول-افغان و انگلیس، نیروی زمینی بریتانیا تحت  فرماندهی سرجان کین با ۱۲۰۰۰ سرباز از گذرگاه بولان عبور کرد و وارد قندهار شد، شهری که شاهزادگان افغانستان رهایش کرده بودند. از آنجا او به حمله ادامه داده و غزنی را سرنگون کرد. مسیری که امروزه قطار از آن عبور می کند مقداری در غرب  گذرگاه سیری- بولان است. 